# Lijst van attracties in Disney's Animal Kingdom
Deze pagina bevat een lijst met attracties in het Amerikaanse attractiepark Disney's Animal Kingdom.

## Huidige attracties
| Naam                            | Opening       | Attractietype                      | Afbeelding |
| ------------------------------- | ------------- | ---------------------------------- | ---------- |
| Affection Section               | 22 april 1998 | Kinderboerderij                    |            |
| Avatar Flight of Passage        | 27 mei 2017   | Simulator                          |            |
| The Boneyard                    | 22 april 1998 | Speeltuin                          |            |
| Conservation Station            | 22 april 1998 | Informatiepaviljoen                |            |
| DINOSAUR                        | 22 april 1998 | Simulatordarkride                  |            |
| Dino-Sue                        | 22 april 1998 | Replica van Sue                    |            |
| Discovery Island Trails         | 22 april 1998 | Wandelroute langs dierenverblijven |            |
| Expedition Everest              | 7 april 2006  | Stalen achtbaan                    |            |
| Fossil Fun Games                | 22 april 1998 | Kermisspellen                      |            |
| Gorilla Falls Exploration Trail | 22 april 1998 | Wandelroute langs dierenverblijven |            |
| Habitat Habit                   | 22 april 1998 | Interactie met dierenverzorgers    |            |
| It's Tough to be a Bug!         | 22 april 1998 | 4D-film                            |            |
| Kali River Rapids               | 18 maart 1999 | Rapid river                        |            |
| Kilimanjaro Safaris             | 22 april 1998 | Safari-rondrit                     |            |
| Maharajah Jungle Trek           | 18 maart 1999 | Wandelroute langs dierenverblijven |            |
| Na'Vi River Journey             | 27 mei 2017   | Dark water ride                    |            |
| The Oasis Exhibits              | 22 april 1998 | Wandelroute langs dierenverblijven |            |
| TriceraTop Spin                 | 22 april 1998 | Draaimolen met armen               |            |
| Valley of Mo'ara                | 27 mei 2017   | Wandelroute                        |            |
| Wilderness Explorers            | 11 juni 2013  | Speurtocht                         |            |
| Wildlife Express Train          | 22 april 1998 | Stoomtrein                         |            |

## Voormalige attracties
| Naam                  | Opening/sluiting | Attractietype                | Afbeelding |
| --------------------- | ---------------- | ---------------------------- | ---------- |
| Cretaceous Trail      | 1988 - onbekend  | Wandelroute                  |            |
| Dinosaur Jubilee      |                  |                              |            |
| Discovery River Boats | 1998 - 1999      | Rondvaart                    |            |
| Primeval Whirl        | 22 april 1998    | Draaiende wildemuis-achtbaan |            |

Walt Disney World Resort · Lijst van attracties in Disney's Animal Kingdom · Tree of Life